# Liste von Söhnen und Töchtern der Stadt Las Vegas
Dies ist eine Liste bekannter Persönlichkeiten, die in der US-amerikanischen Stadt Las Vegas (Nevada) geboren wurden. Die Liste erhebt keinen Anspruch auf Vollständigkeit.

## 1891–1960

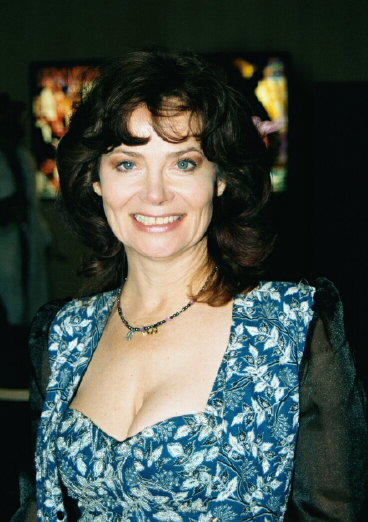
Veronica Hart
(* 1956)

- Ray Rennahan (1896–1980), Kameramann
- Jack Kramer (1921–2009), Tennisspieler
- Abby Dalton (* 1935), Schauspielerin
- James Bilbray (1938–2021), Politiker
- Susie Allanson (* 1952), Country-Sängerin
- Molissa Fenley (* 1954), Tänzerin und Choreographin
- Annette Haven (* 1954), Pornodarstellerin und Filmschauspielerin
- Veronica Hart (* 1956), Pornodarstellerin, Schauspielerin, Produzentin, Regisseurin und Drehbuchschreiberin
- Debra Feuer (* 1959), Schauspielerin

## 1961–1970
- Charles Wright (* 1961), Wrestler

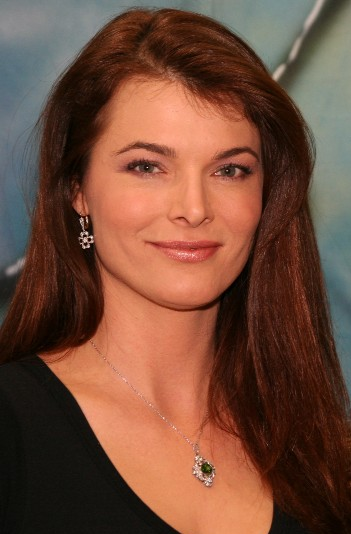
Stephanie Romanov
(* 1969)

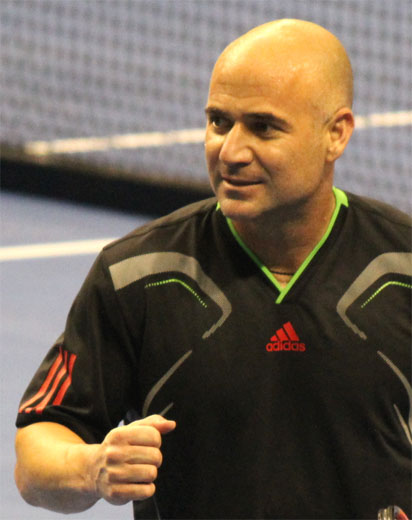
Andre Agassi
(* 1970)

- Lycia Naff (* 1962), Schauspielerin und Journalistin
- Fred Moten (* 1962), Kulturtheoretiker, Schriftsteller und Künstler
- Mark Hutchison (* 1963), Politiker
- Catherine Cortez Masto (* 1964), Politikerin
- Lily Mariye (* 1964), Schauspielerin und Filmemacherin
- Mike McMillen (* 1964), neuseeländischer Shorttracker[1]
- Mark Slaughter (* 1964), Musiker
- Billy Sherwood (* 1965), Musiker, Plattenproduzent und Toningenieur
- Kate Donahoo (* 1966), Judoka[2]
- Yvonne Trevino (* 1967), Boxerin
- Kristina Keneally (* 1968), Politikerin
- Loren Dean (* 1969), Schauspieler
- Stephanie Romanov (* 1969), Model und Schauspielerin
- Andre Agassi (* 1970), Tennisspieler
- Charisma Carpenter (* 1970), Schauspielerin
- Derek France (* um 1970), Generalleutnant der United States Air Force

## 1971–1980
- Ian Feuer (* 1971), Fußballtorhüter
- James Root (* 1971), Gitarrist[3]
- Steven Horsford (* 1973), Politiker

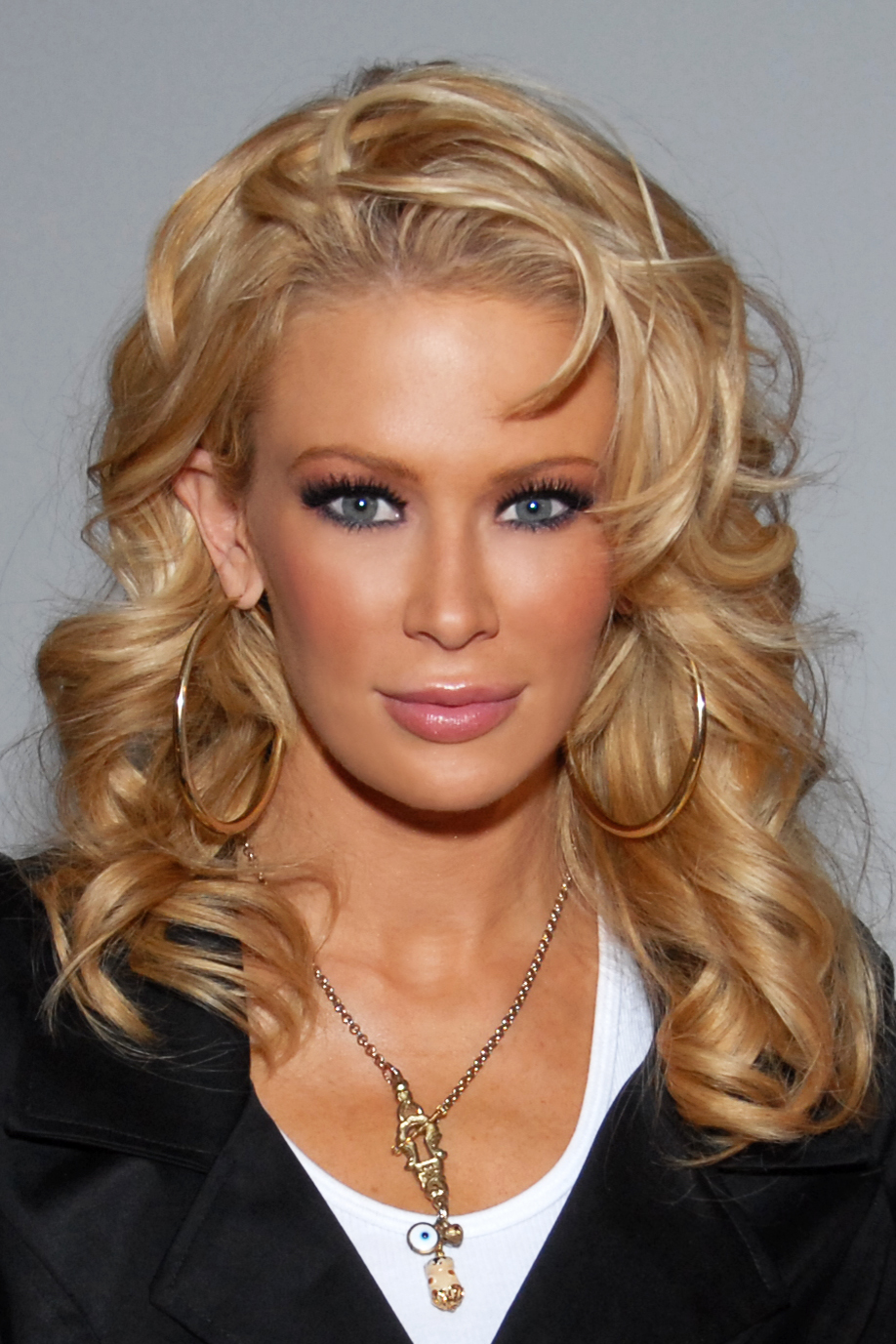
Jenna Jameson
(* 1974)

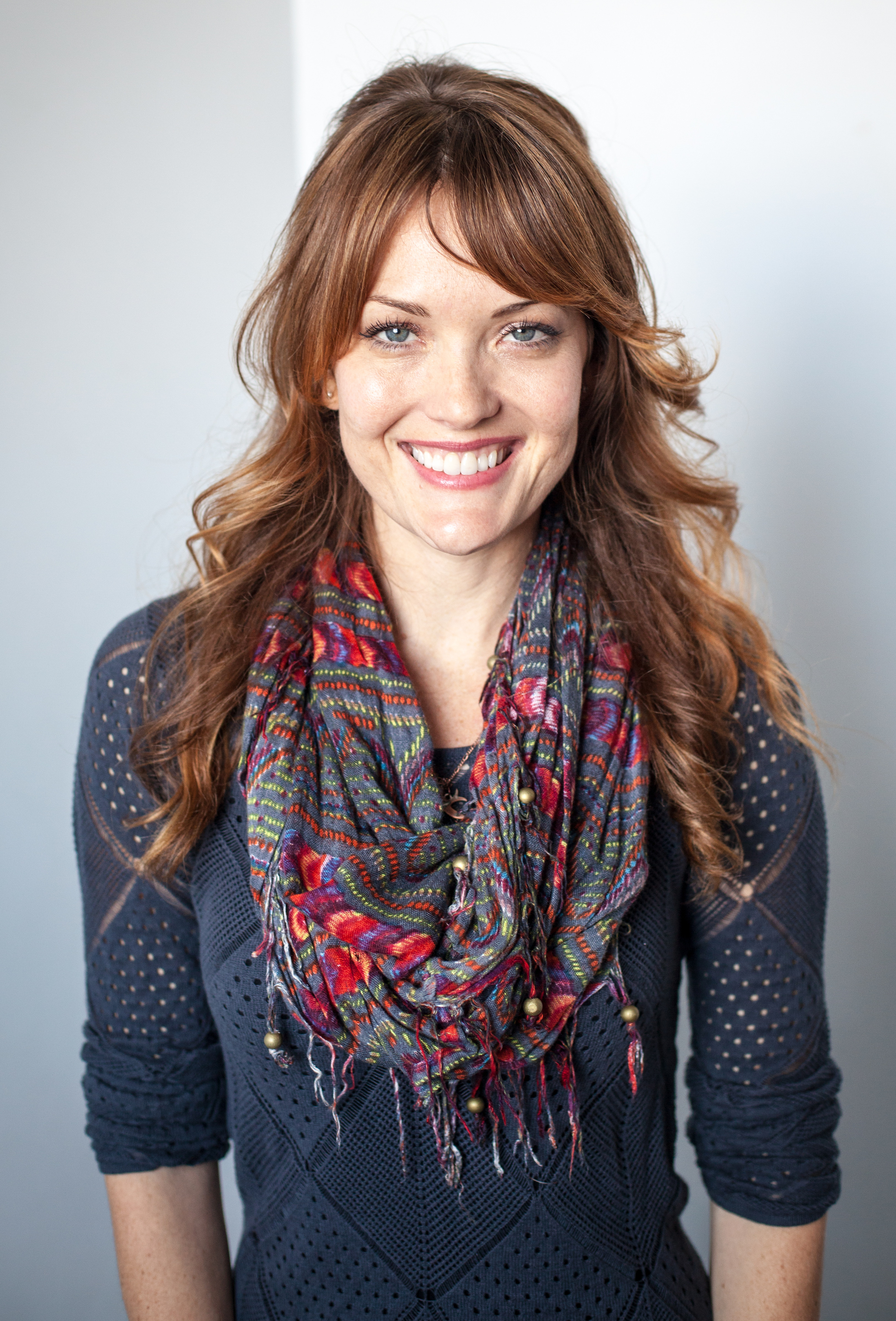
Amy Purdy
(* 1979)

- Charlene Tagaloa (* 1973), Volleyballspielerin[4]
- Jenna Jameson (* 1974), Pornodarstellerin, Pornoproduzentin und Geschäftsfrau
- Brian Brough (* 1975), Regisseur und Produzent
- Alex Candelario (* 1975), Radrennfahrer
- Carey Hart (* 1975), Motocrossfahrer
- Casey Jennings (* 1975), Beachvolleyballspieler
- Pat Garrity (* 1976), Basketballspieler
- Jenny Lewis (* 1976), Sängerin
- Roy Nelson (* 1976), Mixed-Martial-Arts-Kämpfer
- Ronnie Vannucci (* 1976), Musiker
- Konstantina Kefala (* 1977), griechische Leichtathletin[5][6]
- Augie Sanchez (* 1977), Boxer und Boxtrainer
- Kurt Busch (* 1978), Rennfahrer
- Beth Riesgraf (* 1978), Schauspielerin
- Ishe Smith (* 1978), Profiboxer
- Barry Zito (* 1978), Baseballspieler
- Ricky Davis (* 1979), Basketballspieler
- Frank Mir (* 1979), Kampfsportler
- Amy Purdy (* 1979), Para-Snowboarderin[7] und Schauspielerin[8]
- Cerina Vincent (* 1979), Schauspielerin
- Rutina Wesley (* 1979), Schauspielerin
- Cindy Crawford (* 1980), Pornodarstellerin
- Matthew Gray Gubler (* 1980), Filmschauspieler, Filmemacher, Fotomodell und Maler
- Thomas Ian Nicholas (* 1980), Filmschauspieler, Filmregisseur, Drehbuchautor und Musiker

## 1981–1990

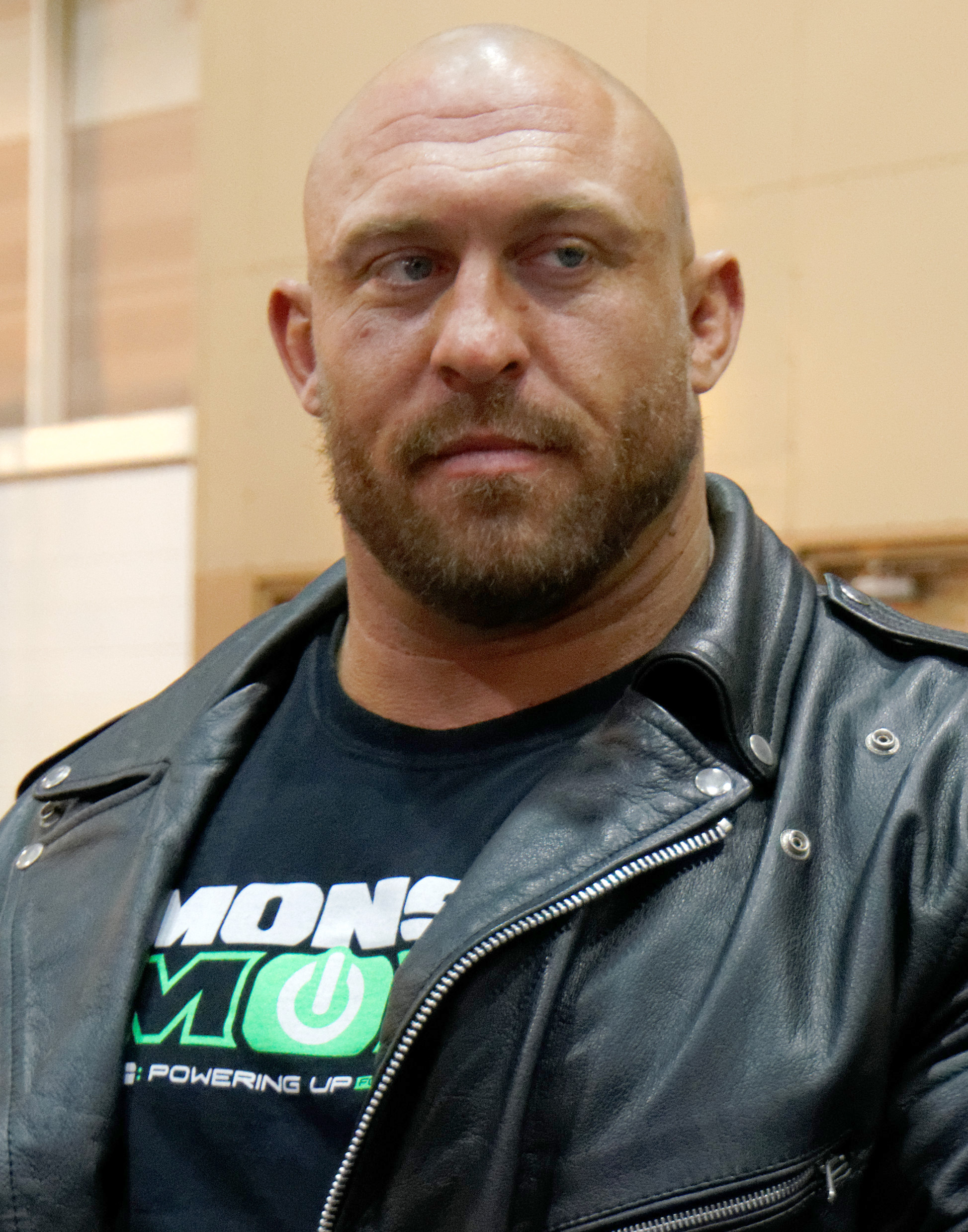
Ryback
(* 1981)

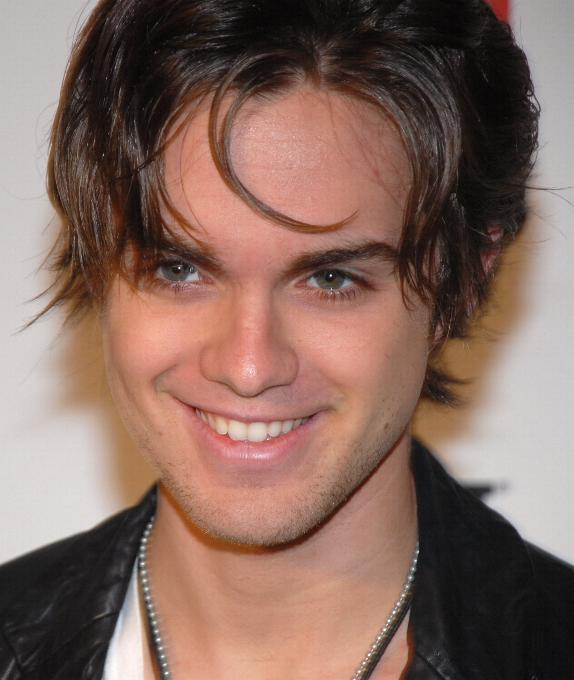
Thomas Dekker
(* 1987)

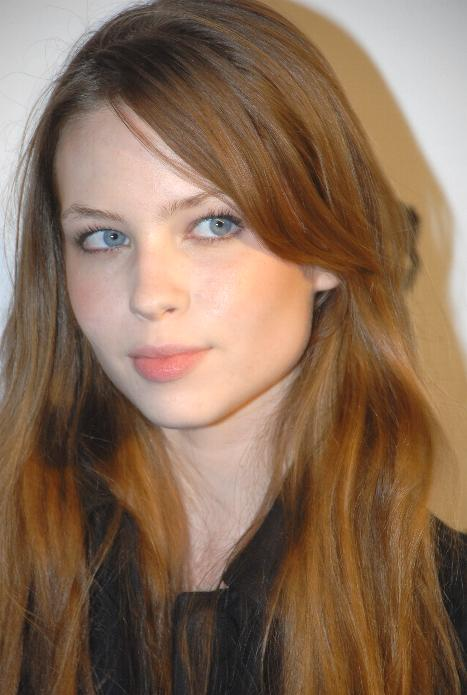
Daveigh Chase
(* 1990)

- Marcus Banks (* 1981), Basketballspieler
- Matthew Otten (* 1981), Basketballspieler
- Ryback (* 1981), Wrestler
- Steven Jackson (* 1983), American-Football-Spieler
- Ronnie Radke (* 1983), Rockmusiker und Songwriter
- Jillian Bell (* 1984), Schauspielerin
- Hydeia Broadbent (1984–2024), HIV/AIDS-Aktivistin
- Rebekah Kochan (* 1984), Schauspielerin[9]
- Missy Monroe (* 1984), Pornodarstellerin und Model
- Tasha Schwikert-Warren (* 1984), Turnerin[10]
- C. J. Watson (* 1984), Basketballspieler
- Kyle Busch (* 1985), Rennfahrer
- Leah Dizon (* 1986), Fotomodell und Sängerin
- Spencer Clark (1987–2006), Rennfahrer
- Thomas Dekker (* 1987), Schauspieler
- Michael Hunter (* 1988), Boxer
- DeMarco Murray (* 1988), American-Football-Spieler
- Faye Reagan (* 1988), Pornodarstellerin
- Frank Sidoris (* 1988), Gitarrist
- Daveigh Chase (* 1990), Schauspielerin, Sängerin und Synchronsprecherin

## 1991–2000
- Zakiya Bywaters (* 1991), Fußballspielerin

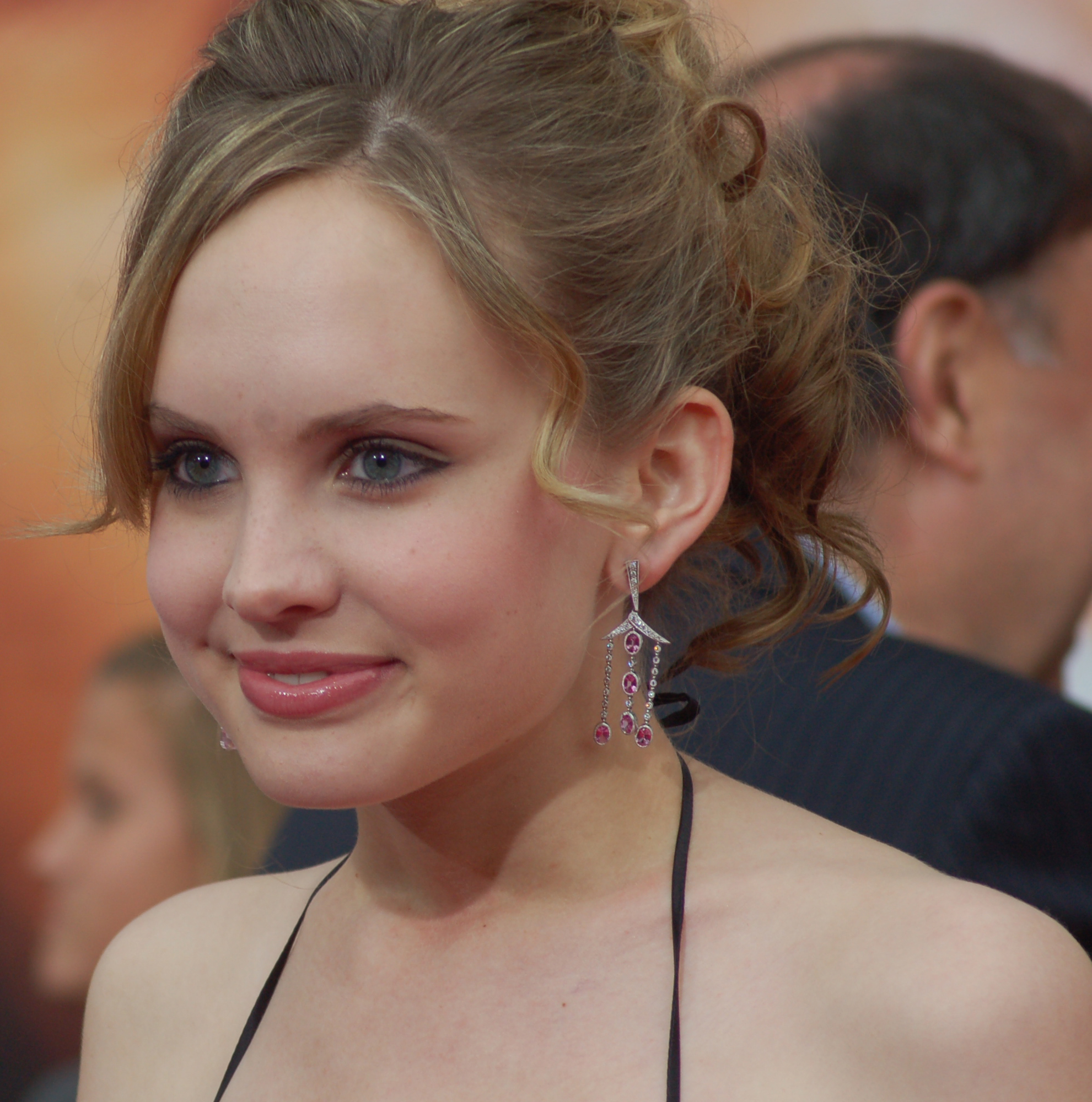
Meaghan Jette Martin
(* 1992)

- Aaron Fotheringham (* 1991), Rollstuhlkünstler
- Hayley Spelman (* 1991), Volleyballspielerin
- Kris Bryant (* 1992), Baseballspieler
- Adam Hicks (* 1992), Schauspieler, Rapper und Tänzer
- Meaghan Jette Martin (* 1992), Schauspielerin
- Sarah Cook (* 1993), US-amerikanisch-philippinische Fußballspielerin
- Giordan Harris (* 1993), marshallischer Schwimmer
- Charlie Stewart (* 1993), Schauspieler
- Joshua Thompson (* 1993), Mittelstreckenläufer
- Kelvin Omojola (* 1997), US-amerikanisch-deutscher Basketballspieler
- Vashti Cunningham (* 1998), Hochspringerin
- Freudis Rojas (* 1998), Boxer
- Rhamondre Stevenson (* 1998), American-Football-Spieler
- Troy Brown, Jr. (* 1999), Basketballspieler
- Dalton Kincaid (* 1999), American-Football-Spieler
- Erica Sullivan (* 2000), Schwimmerin

## Nach 2000
- Jaden Agassi (* 2001), deutsch-US-amerikanischer Baseballspieler
- Puka Nacua (* 2001), American-Football-Spieler
- Rome Odunze (* 2002), American-Football-Spieler
- Diana Davis (* 2003), russische Eistänzerin
- Bella Sims (* 2005), Schwimmerin
- Katie Grimes (* 2006), Schwimmerin